# Devonport (Nouvelle-Zélande)
Devonport est une banlieue située sur le bord du port d'Auckland, dans l'Île du Nord de la Nouvelle-Zélande.

## Situation
Elle est localisée dans le North Shore, à l'extrémité sud de la péninsule qui s'étale vers le sud-est à partir du lac Pupuke (en) à Takapuna, formant le côté nord du Waitemata Harbour. À l'est de Devonport se trouve North Head (en), le promontoire nord qui protège l'embouchure du havre. On trouve au nord la banlieue de Vauxhall, au nord-est, celle de Cheltenham et au sud le port de Waitemata Harbour. Plus à l’ouest, on trouve la banlieue de Stanley Bay et enfin au nord-ouest Duders Point.

## Population
La population de Devonport (en y adjoignant celle de la banlieue de Cheltenham) était de 5 337 habitants en 2006, en augmentation de 126 résidents par rapport au recensement de 2000. Avec les banlieues additionnelles de Stanley Bay, Vauxhall et Narrow Neck, en 2006, la population atteignait 11 142 habitants.

## Activité
La banlieue abrite la base navale de Devonport (en) de la Royal New Zealand Navy, principale installation de la marine de guerre du pays, mais elle est surtout connue pour ses établissements de restauration et de boissons en bord de mer et pour son charme patrimonial. Devonport a été comparée à Sausalito en Californie du fait de son implantation et de son paysage.

## Caractéristiques
Les commerces de Devonport incluent une grande variété de magasins d'antiquités et de cadeaux, de librairies et un certain nombre de cafés et de restaurants, ce qui en fait une destination populaire pour les touristes et les habitants d'Auckland.
Les excursions d'une journée combinant un repas dans Devonport avec une montée au mont Victoria (en) ou une visite des sites militaires (en) à proximité de North Head, sont prisées. Le musée de Devonport, localisé près du mont Cambria, est digne d'intérêt. En avril 2017, le musée a été entièrement rénové par des bénévoles locaux et une société de production télévisuelle.
La base de la Navy à Devonport caractérise fortement le paysage local, le North Shore City Council ayant signé un memorandum d’accord avec la Navy, qui reconnaît le partenariat de développement entre eux. Le Musée de la Navy de Torpedo Bay (en) est aussi localisé dans Devonport.

## Histoire
Il y a environ 40 000 ans, Devonport se composait de trois îles d'origine volcanique, le mont Victoria (en), le mont North Head (en) et, entre les deux, le mont Cambria (en) (aujourd'hui en grande partie rasé par les carrières).

### Colonisation maori
Les plus anciennes preuves de l'établissement des Māori datent du milieu du XIVe siècle, à peu près à la même période que le débarquement supposé de la pirogue de migration (waka) Tainui, qui est commémoré par un monument en pierre sur l'estran. Les derniers restes significatifs d'un village Māori dans le secteur sont situés sur le promontoire de North Head (en) et furent renversés par une tribu rivale dans les années 1790.

### Colonisation européenne
Jules Dumont d'Urville, un explorateur français, est considéré comme ayant mis pied à terre dans le secteur en 1827, probablement en tant que premier Européen.
Le premier habitant permanent européen fut un pilote et maître du mouillage stationné sur l’île de North Head (en) en 1836.
La localité de Devonport fut habitée par des colons en 1840 et fut l'un des plus anciens sites coloniaux dans le secteur d’Auckland, et le premier du North Shore. Elle fut initialement appelée Flagstaff parce que le mat du drapeau du poste de signalisation se dressait à proximité sur le mont Victoria ou Takarunga (en). Pendant les cinquante premières années de son existence, Devonport était géographiquement isolée du reste du North Shore, et était parfois appelée the island (« l'île ») par les habitants locaux. Seule une mince bande de terre le long de la plage de Narrow Neck reliait le village de Devonport à celui de Belmont et au reste de la péninsule de North Shore.
À la fin du XIXe siècle, la mangrove marécageuse, qui s'étendait de Narrow Neck jusqu'à Ngataringa Bay, fut comblée pour former un hippodrome, maintenant devenu un terrain de golf.
Une nouvelle route fut construite le long de la bordure ouest de l'hippodrome permettant une circulation plus directe vers le nord.

### Fondation de la base navale
Sur la berge sud, à l'ouest du centre de Devonport, la base navale de Devonport (en) fut établie, un mouillage en eau profonde à proximité convenant pour les vaisseaux de la Royal Navy. William Hobson, alors gouverneur de la Nouvelle-Zélande, considérait que la zone protégé par la bande de sable était le meilleur choix pour une installation navale, plutôt que les eaux peu profondes de Tamaki du côté sud du havre.
Bien que certaines installations se sont étendues et ont été déplacées au fil du temps, cette zone est toujours la principale base de la marine royale néo-zélandaise. Le Calliope Dock à Stanley Bay, qui fait partie de la base, fut inauguré le 16 février 1888 et à cette époque était le plus grand dock de l'hémisphère sud. La banlieue comptait également l'un des plus anciens chantiers navals de la Nouvelle-Zélande, qui fait aujourd'hui partie de la zone du Devonport Yacht Club.

### Développement de la ville
Le centre principal de la banlieue glissa doucement vers l'ouest depuis 'Church Street' et les quais originaux de 'Torpedo Bay', jusqu'à son emplacement actuel autour du quai des ferries. Le village lui-même fut renommé Devonport en 1859 d'après la ville portuaire anglaise de Devonport. La localité de Devonport a acquis le statut de borough en 1886 et a été être ensuite incorporée dans la ville de North Shore en 1989.

### Évolution et contestation
Devonport a joué un rôle particulier dans le mouvement de dénucléarisation. En 1981, le conseil municipal de Devonport a voté pour déclarer Devonport zone dénucléarisée (en) ; ce fut le premier Conseil local de Nouvelle-Zélande à le faire.

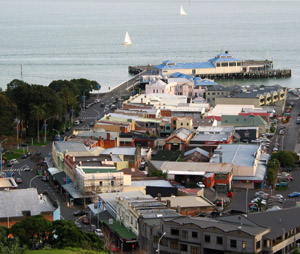
Devonport vu du mont Victoria. Victoria Road est sur la gauche, Devonport Wharf est en arrière.

En juillet 2007, Devonport reçut la permission d'être exclus de la liste locale des centres de croissance d'Auckland. Le conseil régional d'Auckland (en) a reconnu que même s'il encourageait l'intensification de la croissance (en particulier avec un habitat plus dense) autour des nœuds de transport comme Devonport, le caractère et la nature historique de la zone des quais de Devonport rendaient une telle indication inapproprié dans ce cas.
En 2011, la communauté de Devonport, conduite par des parents et la publication locale du Devonport Flagstaff, lança un mouvement populaire de protestation contre la vente de cannabis synthétique nommé Kronic (en) dans les épiceries locales. La bataille fut couronnée de succès et le Kronic fut interdit dans la région.

### Ferries
Le premier service de ferry vers Auckland commença en 1840. Il fut ouvert avec des canots de mer exploités par des marins locaux amenant les passagers au pied de Queen Street, la rue principale d'Auckland.
En 1860, les premiers bateaux à vapeur avec roue à aubes furent mis en service, puis remplacés en 1904 par des ferries à double extrémité, propulsés par des hélices. Les ferries à la fois pour passagers et véhicules fonctionnèrent sur la ligne de Devonport jusqu'à l'ouverture du pont du port d'Auckland en 1959. Immédiatement après l'ouverture du pont, les services de ferries de passagers vers les autres destinations du North Shore (telles que Northcote et Birkenhead (en)) furent supprimés comme le furent tous les ferries pour véhicules. Le ferry pour passagers de Devonport fut maintenu mais avec des fréquences moindres. La majorité des ferries furent démolis, seules quelques embarcations étant conservées jusqu'à ce qu'elles soient remplacées par des navires plus modernes. Le dernier des anciens ferries à double extrémité, le Kestrel (construit en 1905), à moteur diesel, fut retiré de la circulation en 1988 et a été utilisé pour des croisières et promenades touristiques.
En 2002, le Kestrel fut déplacé vers la ville de Tauranga pour servir de restaurant flottant. Le Kestrel changea à nouveau de propriétaire en 2010 et revint à Auckland.
Le 8 mars 2016, le Kestrel se rompit et coula alors qu’il était attaché à son poste d'amarrage du quai de Wynyard Quarter (en).

## Gouvernement local
De 1876 à 1886, Devonport faisait partie de la circonscription de Takapuna administrée par le comté de Waitemata, un grand comté rural situé au nord et à l'ouest de la ville d'Auckland.
En 1886, la région s'est séparée du conseil, formant le Devonport Borough Council. En 1989, l'arrondissement fusionna avec le Conseil de la ville de North Shore puis en 2010 fut à nouveau incorporé dans le Conseil d'Auckland.

### Maires durant la période du Devonport Borough Council
Durant son existence à partir de 1886 et jusqu'en 1989, le Borough de Devonport a eu successivement 19 maires. En voici la liste complète :
|     | Nom                     | Portrait | Mandat    |
| --- | ----------------------- | -------- | --------- |
| 1   | Malcolm Niccol          |          | 1886–1890 |
| 2   | Ewen Alison (en)        |          | 1890–1895 |
| (1) | Malcolm Niccol          |          | 1895–1896 |
| 3   | Joseph Macky            |          | 1896–1901 |
| (1) | Malcolm Niccol          |          | 1901–1902 |
| (2) | Ewen Alison (en)        |          | 1902–1907 |
| 4   | William Handley         |          | 1907–1915 |
| 5   | Alick Pickford          |          | 1915–1916 |
| 6   | John Henderson          |          | 1916–1919 |
| 7   | Horace King             |          | 1919–1923 |
| 8   | Thomas Lamont           |          | 1923–1927 |
| 9   | Ernest Aldridge         |          | 1927–1930 |
| 10  | John Hislop             |          | 1930–1931 |
| 11  | Hugh Ferry-Wheir Meikle |          | 1931–1941 |
| 12  | Robert Gordon May       |          | 1941–1944 |
| 13  | John Raymond Miller     |          | 1944–1950 |
| 14  | Clem Woodall            |          | 1950–1959 |
| 15  | Fred Stevens            |          | 1959–1965 |
| 16  | Jack Seelye             |          | 1965–1968 |
| 17  | Ted Jackson             |          | 1968–1973 |
| 18  | Pat Sheehan             |          | 1973–1980 |
| 19  | Jim Titchener           |          | 1980–1989 |

## Éléments marquants
Entre le quai et le Mt Victoria (en) se trouvent les magasins de Devonport ; ils sont localisés là, un certain nombre ayant des caractères intéressants :
- Le Esplanade Hotel – c'est un exemple élégant d'hôtel de bord de mer des années 1890, réminiscence des nombreuses installations anglaises de cette période. Une extension moderne fut ajoutée dans les années 1950, qui a été maintenant remplacée par un complexe d'appartements. Le bâtiment Edwardien fut vendu pour sept millions de dollars en 2015[18].
- Windsor Reserve – localisé juste à l'est des quais de Devonport Wharf. C’est une zone de pelouse ouverte, notable pour le bloc de toilettes datant des années 1980 et le passage couvert de style édouardien à son extrémité nord.
- King Edward Parade Reserve – vers le nord de Windsor Reserve de l'autre côté de la route est nommé King Edward Parade Reserve. C’est ici qu’est localisée la bibliothèque publique, le Mémorial de la Guerre (un soldat en bronze de Richard Oliver Gross (en)) sous les arbres du Moreton Bay et un charmant kiosque à musique de datant de 1950.
- L’ancien Post Office – un ancien bijou art déco des années 1930.
- Le Left Bank (rive gauche) – un bâtiment néo-classique de 1920, qui abrite maintenant un café/bar/restaurant.
- Le Cinéma Victoria – construit en 1912 et remodelé tant à l'intérieur qu'à l'extérieur à la fin des années 1930 dans le style art déco alors à la mode ; c'est apparemment le plus ancien cinéma de l'hémisphère sud encore en usage. Le cinéma fut acheté pour 1,55 million de dollars en 2006 par le North Shore City Council au nom de la cité[19].

## Quais de Devonport
Aujourd'hui, le service des ferries vers le quai de Devonport (Devonport Wharf) est de nouveau plus fréquent et est subventionné par le Transport d'Auckland (en). Il assure la traversée jusqu’au CBD d'Auckland en environ 12 minutes depuis Devonport, généralement par le Seabus Kea (en), un nouveau ferry à double extrémité.
Le Quai de Devonport Wharf / Terminal du Ferry a fait l'objet de divers travaux d'entretien et de réparation en 2011 en vue de la Coupe du monde de rugby à XV 2011. D'autres travaux structurels furent réalisés en 2012.
En 2015 débuta un projet de développement de 24 millions de dollars pour la modernisation de certaines parties de Devonport, y compris le quai. La rénovation du quai de Devonport est pratiquement terminé et les candidatures pour les services de vente au détail sont en cours. Le projet inclut une amélioration du parking et une modernisation complète du bâtiment lui-même, ainsi que des améliorations structurelles et des rénovations.

## Médias locaux
Flea 88.2 FM & 107.1 FM est une station de radio communautaire d'Auckland. Elle diffuse avec une puissance restreinte légale de 1 000 milliwatts à partir du Mont Victoria (en), de la ville de Devonport et aussi de celle de Takapuna. La station est largement écoutée à cause de sa situation et de sa localisation aérienne supérieure, avec un studio localisé dans le Devonport Ferry Building. La station fut créée par Mike Baker, en mai 1999. Elle fut initialement développée pour desservir Devonport et les banlieues environnantes. Dans la période récente un deuxième émetteur a été ajouté dans la région de Takapuna et la station couvre désormais également Takapuna et Milford. Le fondateur de la station, Mike Baker, est décédé le 4 avril 2009, à l'âge de 71 ans.

## Éducation
L'école primaire de Devonport est une école mixte localisée sur le flanc du Mont Victoria d'Auckland (en) à l'adresse 18 Kerr Street. L'école fut créée en 1870 sur un terrain donné par la famille Trevarthen dans le but d'y établir une chapelle avant que l'usage ne fût renégocié pour en faire une école. Le taux de décile de 10 de l'école lui permet d'accueillir des enfants de l'année 0 à 6 et avec habituellement deux classes pour chaque groupe d'âge. Ainsi le 1er juillet 2017, le registre comportait un effectif de 265 élèves, consistant en 135 filles et 130 garçons.
St Leo's School est une école primaire catholique à caractère public (de la première à la sixième année) qui compte 47 élèves. Elle a été fondée en 1893.

## Sport

### North Shore United AFC
North Shore United est un club de football, qui joue ses matchs de football au Allen Hill Stadium, situé à l'extrémité sud de Lake Road. Le club, fondé en 1887, joue actuellement dans le cadre de la Lotto Sport Italia NRFL Division 1 (en), une ligue du troisième niveau du football néo-zélandais. Le club est le plus ancien à la fois de Nouvelle-Zélande et d'Océanie. Il a gagné six fois la Chatham Cup et deux fois le championnat (en).

### North Shore RFC
North Shore Rugby Football Club (en) est un club de rugby à XV situé à Devonport qui joue ses matchs au Devonport Domain. Fondé en 1873, il est l'un des plus anciens clubs de Nouvelle-Zélande.

## Personnalités notables
- Isabel Peacocke (en) – enseignante, nouvelliste, femme de radio, née à Devonport en 1881[27].
- Sir Dove-Myer Robinson (en) – ancien Maire d'Auckland[28] né en 1901, mort en 1989.
- A. R. D. Fairburn (en) – poète, satiriste, et critique, né en 1904.
- Pamela Allen, écrivaine et illustratrice d'histoires pour enfants, née an 1934.
- Sir Peter Blake – yachtsman international, né en 1948, mort en 2001.
- Tim Finn (en) – musicien et chanteur, résident actuellement dans Devonport, né en 1952.
- Conrad Robertson, champion olympique d'aviron, né à Devenport en 1957.
- Debbie Harwood – musicien et chanteur, notable comme membre du groupe When The Cat's Away (en).
- Tom Ashley – marin, windsurfer, né en 1984. Médaille d'or aux Jeux olympiques de 2008 à Beijing en Men's Sail Boarding (en).
- Gin Wigmore – chanteur et compositeur de chansons, né en 1986.
- Lorde – artiste pop né en 1996. Elle a suivi les cours du Takapuna Grammar School (en).
- Finn Andrews et Sophia Burn – membres de l'orchestre basé à Londres nommé : The Veils. Tous deux ont grandi à Devonport et suivi les cours du 'Takapuna Grammar School'.
- Eliza McCartney – championne de saut à la perche féminine, née en 1996. Détentrice du record du monde junior. Médaille de bronze de saut à la perche aux Jeux olympiques de 2016.
- Mary Taylor (en) – artiste, née en 1948[29].